# Врасна
Врасна̀ или Враста̀ (на гръцки: Βρασνά, до 1918 година Βραστά, Враста) е бивше село в Егейска Македония, Гърция, в дем Бешичко езеро в област Централна Македония.

## География
Селото е разположено в подножието на Орсовата планина (Кердилио), на около 80 km от Солун.

## История

### Средновековие
В източния край на старото село е запазена средновековна кула от XV век. Селото се споменава в атонски документи. Към 1300 година принадлежи към катепаната Стефанина, а по-късно към катепаната Рендина.
Селото се появява за първи път в писмените извори в началото на XIV век с името Враста. Макс Фасмер извежда името на селото от славянобългарското брѣстъ (бряст) - обяснение, което е общоприето. Тази етимология показва, че българите са били сред основателите на селището или, ако още в началната епоха то е имало смесено население, те са били мнозинство. Селото е познато и благодарение на четири практикона за имотите на манастира Есфигмен в Света гора, датиращи от годините 1300, 1318, и 1321. Тези документи отразяват етно-демографският облик на селото в продължение на четвърт столетие.

### В Османската империя
През XIX век и началото на XX век, Враста е малко селце, числящо се към Лъгадинската кааза и разположено навътре от брега. В 1868 година е построена църквата „Свети Георги“. Александър Синве ("Les Grecs de l’Empire Ottoman. Etude Statistique et Ethnographique"), който се основава на гръцки данни, в 1878 година пише, че във Враста (Vrasta), Сярска епархия, живеят 728 гърци.
В 1891 година Георги Стрезов пише за селото:
| „ | Вряста, чифлик на неврокопчанина Мехмед бея при подножието на Бешишката планина. От Маслар два часа на ЮИ; от Сяр през Еникьойския проход 14 часа... Селата Вряста, Маслар, Стефания се казват „мадемски“ села. Това название им останало от сребърните рудници, що се разработвали тук. Граждански са под Лъгадинската каза; жителите са всички гърци, земеделци: обработват близкото край морето поле. | “ |

Според статистиката на Васил Кънчов („Македония. Етнография и статистика“) от 1900 година Враста брои 850 жители, всички гърци.
В 1906 година шефът на руските жандармерийски инструктори в Солунския санджак Николай Сурин посещава Враста и по-късно пише:
| „ | Жителите на крайбрежните села Ставрос, Враста и Аспровалта беха смели гръцки рибари, които почти целото време прекарваха в морето и се интересуваха много повече за барбуни, скариди и октоподи, отколкото за политически борби и интриги, които се развиваха на сушата. | “ |

### В Гърция
В 1912 година, по време на Балканската война, във Врасна влизат гръцки части и след Междусъюзническата война в 1913 година остава в Гърция. В 1913 година Врасна (Βρασνά) има 745 жители, Враста (Βραστά) 1500.
През 60-те на XX век години жителите на селото се преместват на морския бряг и основават Неа Врасна, тоест Нова Врасна.

## Личности
Родени във Врасна
- Анастасиос Филактос (Αναστάσιος Φυλακτός), гръцки андартски деец, агент от трети ред за Халкидики и Сяр, поддържа тесни отношения с османските власти[10]
- Димитриос Крусталис (Δημήτριος Κρουστάλης), гръцки андартски деец, четник при Дукас Дукас, Стерьос Влахвеис и Димитриос Космопулос[11]